# モラ・サルサ

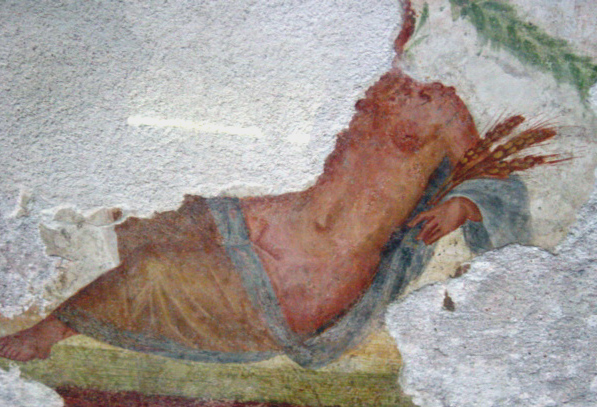
ローマ時代の壁画の断片。麦の穂を手にする豊作の女神ケレースを描いている

古代ローマの宗教におけるモラ・サルサ (Mola salsa) は、粗く挽いたエンマーコムギと塩を混ぜ合わせたもの。ウェスタの処女たちによって調製され、あらゆる公的な儀式で生贄に用いられた。生贄にされる動物の額や角の間に振り掛けられたり、供物台の聖なる炎に投じられたりした。家内安全を願うためであり、たいへんよく用いられた。

## 概要
マウルス・セルウィウス・ホノラトゥスは、モラ・サルサのことを「ピウス」（おそらくこの場合は「敬意をもって支度された」）や「カクタス」（「純粋な儀式」）と表現した。モラ・サルサは供犠には必須のものであり、「モラ (mola) に乗せる」（ラテン語で immolare）が転じて、「いけにえにする」という意味を持った。英語での「immolation」である。モラ・サルサの使用は、サビニ人であり、ローマ2代目の王であるヌマ・ポンピリウスの時代に始まった宗教的伝統の中でも、最も有名なものの一つである。

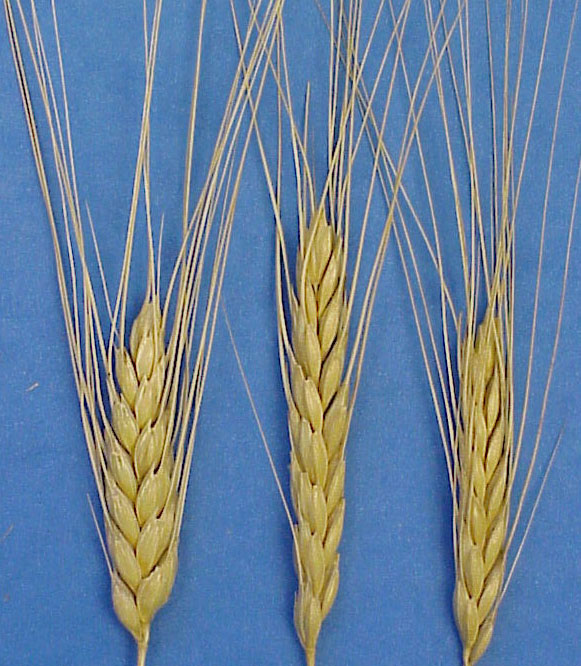
モラ・サルサにもちいられたエンマー小麦

ウェスタの聖職者たちは、「ウェスタリア」中にモラ・サルサを作る。「ウェスタリア」は火床の女神ウェスタを祭る重要な催しで、6月7日から15日まで彼女を祝って行われた。